# マーサー郡 (ニュージャージー州)
マーサー郡（英: Mercer County）は、アメリカ合衆国ニュージャージー州の中央部にある郡。人口は38万7340人（2020年）。郡庁所在地は州都でもあるトレントン市（人口8万4913人）であり、同郡で人口最大の自治体はハミルトン・タウンシップ（人口8万8464人）である。

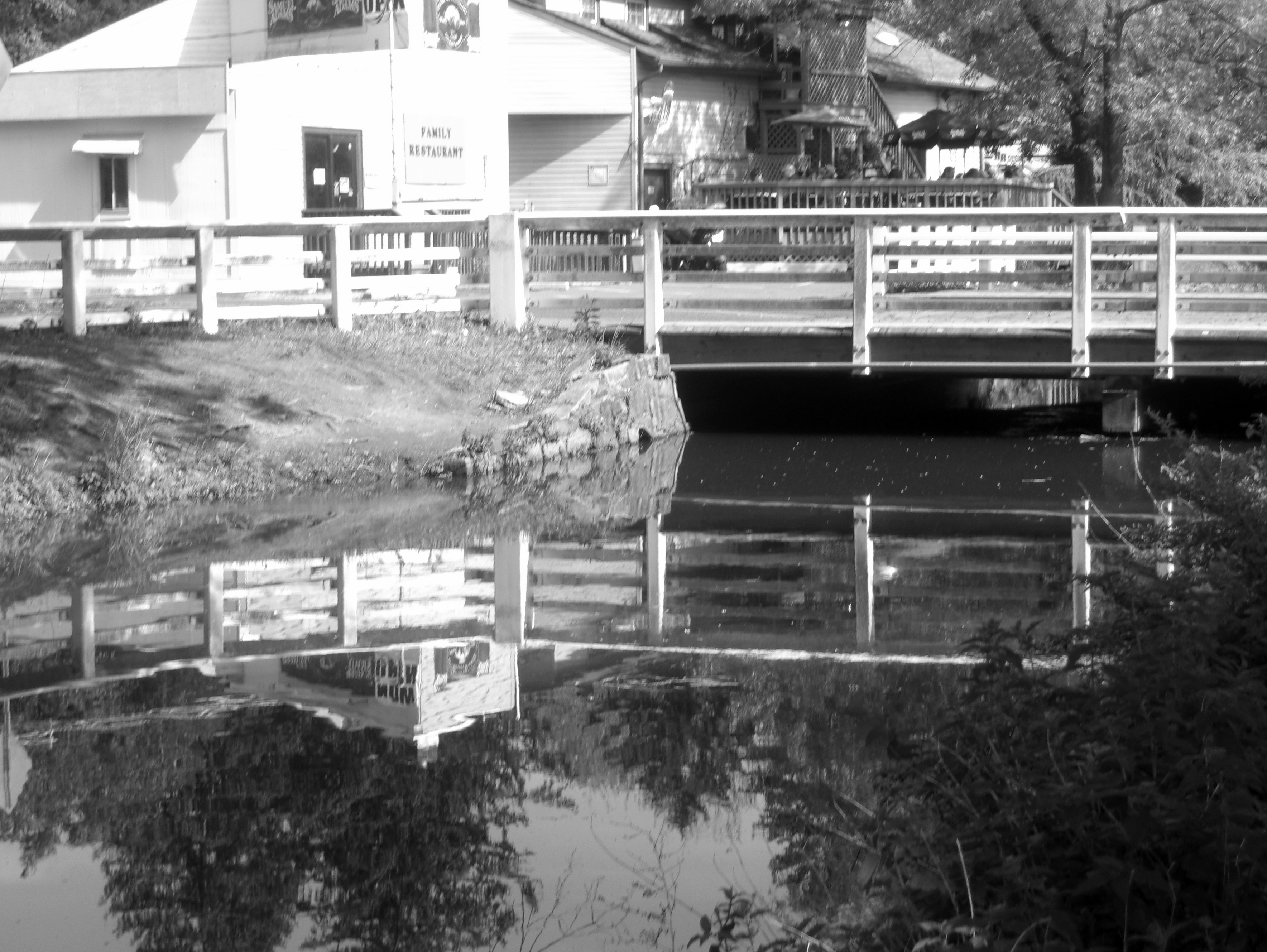
デラウェア・アンド・ラリタン運河、ホープウェル・タウンシップ

マーサー郡はトレントン・ユーイング都市圏に属し、さらに大きなニューヨーク都市圏に入っている。かつてはフィラデルフィア都市圏に含まれていた。2000年の国勢調査では、世帯当たり収入の中央値で国内第80位だった。アメリカ合衆国商務省経済分析局に拠れば、2009年の一人当たり年収で国内3,113郡のうちの第78位、州内では第6位だった。
マーサー郡にはプリンストン大学、プリンストン神学校、プリンストン高等研究所、ライダー大学、カレッジ・オブ・ニュージャージー、トマス・エジソン州立大学、マーサー郡コミュニティカレッジがある。

## 歴史
マーサー郡は1838年2月22日に周辺郡の一部を合わせて設立された。マーサー郡の郡名はアメリカ独立戦争時の大陸軍将軍ヒュー・マーサーに因んで名付けられた。マーサーは1777年1月3日のプリンストンの戦いで受けた傷がもとで戦死した。部下が戦い続ける中で、瀕死のマーサーが寄りかかっていたマーサー・オークが郡章に描かれている。この戦闘に先立つ1776年12月25日から26日に、アメリカ独立戦争の転回点となった戦闘が郡内で起こった。ジョージ・ワシントン将軍が軍隊を率いてデラウェア川を渡り、26日朝にトレントンに駐屯していたドイツ人傭兵部隊を急襲した。ワシントン郡は一旦ペンシルベニア州に戻り、1777年1月2日には再度デラウェア川を渡って、第二次トレントンの戦いでイギリス軍チャールズ・コーンウォリス将軍の部隊を攻撃し、翌1月3日にはプリンストンの戦いでイギリス軍守備隊を破った。この連続した勝利で独立に向かう植民地人の士気を大いに揚げることができた。
マーサー郡は火星人がアメリカ合衆国侵略のために上陸した地点として有名になった。1938年、オーソン・ウェルズがラジオ劇の中でも有名なその『宇宙戦争』を放送した。その想像上の地球外星人は、現在のウェストウィンザー・タウンシップに「上陸」した。これを記念する碑がグロバーズミル公園に建てられている。
2001年のアメリカ同時多発テロ事件では、ローワーマンハッタンで郡民27人が殺された。2011年3月にニューヨーク・ニュージャージー港湾公社が、グラウンドゼロから回収された重さ1トン、長さ10フィート (3 m) の鋼材を郡に贈り、現在マーサー郡公園に展示されている。

## 地理
アメリカ合衆国国勢調査局に拠れば、郡域全面積は228.89平方マイル (592.8 km2)であり、このうち陸地224.56平方マイル (581.6 km2)、水域は4.33平方マイル (11.2 km2)で水域率は1.89%である。
郡内の地形は概して平坦であり、標高の低い内陸海岸平原であり、デラウェア川に近い所には幾つか丘陵がある。ペニントンに近いボールドペイト山が最高地点であり、海抜480フィート (146.3 m) である。最低地点はデラウェア川沿いの海面である。

### 交通
郡内には郡道、州道、アメリカ国道、州間高速道路が通っている。ニュージャージー・トランジットの鉄道駅としてはトレントン、ハミルトン、プリンストンの駅がある。SEPTAも、トレントンとウェストトレントンからフィラデルフィアのセンターシティに鉄道を走らせている。アムトラックの長距離輸送列車はトレントン交通センターを通る北東回廊線がある。
郡内の商業空港としては、ユーイング・タウンシップにあるトレントン・マーサー空港があり、フロンティア航空が国内10か所に直行便を運航している。
郡道としては、518号線（ホープウェル・ボロ内のみ）、524号線、526号線、533号線、535号線、539号線、546号線、569号線、571号線、583号線がある。
ニュージャージー州道としては、27号線（プリンストン・ボロ内のみ）、29号線、31号線、33号線、129号線、133号線がある。アメリカ国道はアメリカ国道1号線（郡を二分している）、130号線、206号線の3本が通っている。
自動車専用道としては、州間高速道路295号線、同195号線、同95号線があり、95号線はニュージャージー・ターンパイクと呼ばれている。郡内にはインターチェンジが2か所ある。
州間高速道路95号線は国道1号線と、州間高速道路295号線とのインターチェンジで突然終わりとなり、そこから南は295号線となる。これは郡内ホープウェルからサマセット郡フランクリンまでのサマセット・フリーウェイ建設が中止されたためである。

### 隣接する郡
- サマセット郡 - 北
- ミドルセックス郡 - 北東
- モンマス郡 - 東
- バーリントン郡 - 南
- バックス郡 (ペンシルベニア州) - 西
- ハンタードン郡 - 北西

## 人口動態
以下は2010年国勢調査による人口統計データである。（　）内に2000年データを示す。
| 基礎データ - 人口: 366,513人 (350,761人) - 世帯数: 133,513 世帯 (125,807 世帯) - 家族数: 89,480 家族 (86,303 家族) - 人口密度: 630.2人/km2（1,632.2人/mi2）(599, 1,552) - 住居数: 143,169軒 (133,280軒) - 住居密度: 246軒/km2（638軒/mi2）(228, 590) 人種別人口構成 - 白人: 61.39% (68.48%) - アフリカン・アメリカン: 20.28% (19.81%) - ネイティブ・アメリカン: 0.33% (0.20%) - アジア人: 8.94% (4.94%) - 太平洋諸島系: 0.08% (0.10%) - その他の人種: 6.24% (4.29%) - 混血: 2.75% (2.17%) - ヒスパニック・ラテン系: 15.09% (9.66%) 先祖による構成（2000年データ） - イタリア系：15.5% - アイルランド系：9.7% - ドイツ系：8.2% - ポーランド系：6.7% - イギリス系：5.7% 年齢別人口構成 - 18歳未満:22.6% (24.0%) - 18-24歳: 10.9% (10.2%) - 25-44歳: 26.9% (30.6%) - 45-64歳: 26.9% (22.5%) - 65歳以上: 12.6% (12.6%) - 年齢の中央値: 38歳 (36歳) - 性比（女性100人あたり男性の人口） - 総人口: 95.5 (94.9) - 18歳以上: 93 (92.0) | 世帯と家族（対世帯数） - 18歳未満の子供がいる: 31.4% (32.8%) - 結婚・同居している夫婦: 48.2% (50.6%) - 未婚・離婚・死別女性が世帯主: 14.2% (13.8%) - 非家族世帯: 32.8% (31.4%) - 単身世帯: 26.9% (25.6%) - 65歳以上の老人1人暮らし: 10.1% (9.9%) - 平均構成人数 - 世帯: 2.61人 (2.62人) - 家族: 3.16人 (3.16人) 収入と家計（2000年データ） - 収入の中央値 - 世帯: 56,613米ドル - 家族: 68,494米ドル - 性別 - 男性: 47,444米ドル - 女性: 34,788米ドル - 人口1人あたり収入: 27,914米ドル - 貧困線以下 - 対人口: 8.6% - 対家族数: 5.9% - 18歳未満: 10.6% - 65歳以上: 8.4% |

## 郡政府と政治
マーサー郡は郡執行官形態の政府を採っており、執行官が行政機能、郡政委員会が立法機能を受け持っている。郡執行官の任期は4年間である。7人の委員で構成される郡政委員会（ニュージャージー州では "Board of Chosen Freeholders" と呼ばれる）の委員は、郡全体を選挙区に党派選挙で選出される。任期は3年間である。毎年2人または3人が改選される。毎年互選により議長と副議長を選出している。
郡政委員会は政策を立案し、郡執行官の権限をチェックしている。郡が行う契約を承認し、執行官が任命する部門長人事と委員会人事に助言と同意を与えている。毎年1月に郡執行官から予算案を受け取り、これを審査し、必要な修正を行い、賛否を決する。
マーサー郡上級裁判所はトレントンにある。郡レベルの警察機能は郡保安官事務所と郡検察官事務所が行っている。
アメリカ合衆国下院議員の選挙ではニュージャージー州第4および第12選挙区に入っている。2013年時点では共和党議員、民主党議員1人ずつを選出している。

### 政治
2004年アメリカ合衆国大統領選挙では、民主党のジョン・ケリーが共和党のジョージ・W・ブッシュに対して23.4%差で郡を制したが、州全体では6.7%差だった。2008年では、民主党のバラク・オバマが共和党のジョン・マケインに対して35.4%差で郡を制したが、州全体では14.4%差だった。

## 都市と町

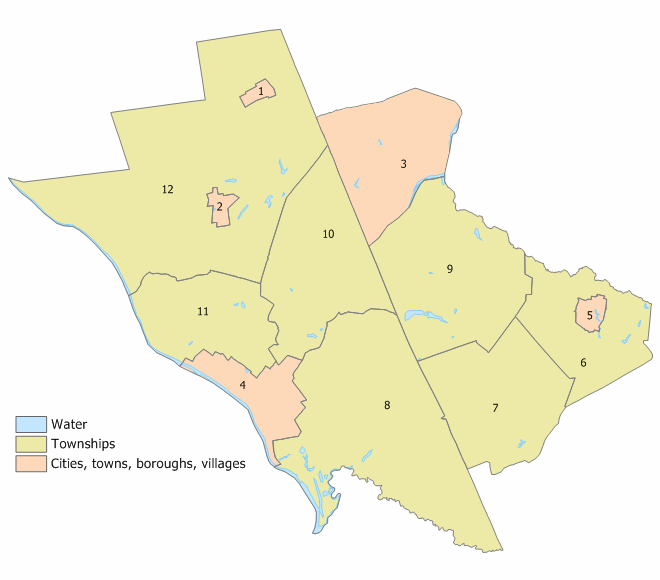
マーサー郡の自治体

国勢調査指定地域（CDP）と未編入の町はその所属するタウンシップの下に挙げる。名称の後の数字は右図の番号である。
- トレントン市、4 -（郡庁所在地）
- ハミルトン・タウンシップ、8
  - グロバービルCDP
  - ハミルトンスクエアCDP
  - マーサービルCDP
  - ホワイトホースCDP
  - ヤードビルCDP
- プリンストン・ボロ、3
- イーストウィンザー・タウンシップ、6
  - ツインリバーズCDP
- ユーイング・タウンシップ、11
- ハイツタウン・ボロ、5
- ホープウェル・ボロ、1
- ホープウェル・タウンシップ、12
  - タイタスビル
- ローレンス・タウンシップ、10
  - ローレンスビルCDP
- ペニントン・ボロ、2
  - プリンストンノース
- ロビンスビル・タウンシップ、7
  - ロビンスビルCDP
  - ウィンザー
- ウェストウィンザー・タウンシップ、9
  - プリンストンジャンクションCDP

## スポーツ
郡内には多くの大型公園がある。その最大のものはマーサー郡中央公園であり、オリンピック漕艇競技アメリカ代表チームの訓練所となっている。
AAレベルのマイナーリーグ野球チームでニューヨーク・ヤンキース傘下、イースタンリーグに所属するトレントン・サンダー、マイナーリーグ・ホッケーのトレントン・タイタンズ（NHLのフィラデルフィア・フライヤーズとAHLのアディロンダック・ファントムズの傘下）が本拠地にしている。

## ワイン醸造所
- ホープウェルバレー・ビニヤーズ
- シルバーデコイ・ワイナリー
- ターヒューン・オーチャーズ